# Bispira
Bispira is een geslacht van borstelwormen uit de familie van de Sabellidae.

## Soorten
- Bispira brunnea (Treadwell, 1917)
- Bispira crassicornis (Sars, 1851)
- Bispira elegans (Bush, 1905)
- Bispira fabricii (Krøyer, 1856)
- Bispira guinensis (Augener, 1918)
- Bispira klautae Costa-Paiva & Paiva, 2007
- Bispira manicata (Grube, 1878)
- Bispira mariae Lo Bianco, 1893
- Bispira melanostigma (Schmarda, 1861)
- Bispira monroi (Hartman, 1961)
- Bispira oatesiana (Benham, 1927)
- Bispira pacifica (Berkeley & Berkeley, 1954)
- Bispira paraporifera Tovar-Hernandez & Salazar-Vallejo, 2006
- Bispira polyomma (Giangrande & Faasse, 2012)
- Bispira porifera (Grube, 1878)
- Bispira rugosa
- Bispira secusolutus (Hoagland, 1920)
- Bispira serrata Capa, 2007
- Bispira spirobranchia (Zachs, 1933)
- Bispira tricyclia (Schmarda, 1861)
- Bispira turneri Hartman, 1969
- Bispira variegata (Montagu, 1804)
- Bispira viola (Grube, 1863)
- Bispira volutacornis (Montagu, 1804) = Dubbele waaierkokerworm
- Bispira wireni (Johansson, 1922)